# 크레이지 켄 밴드
크레이지 켄 밴드(CRAZY KEN BAND)는 일본의 밴드이다. 줄여서 CKB라고 불리기도 한다. 2003년에 발매한 정규 음반 《777》의 10번 트랙에서는 신중현의 〈미인〉을 한국어로 커버했다.

## 구성원
- 요코야마 켄
- 오노세 마사오
- 신구 토라지
- 나카니시 케이이치
- 호라구치 신야
- 히로이시 케이이치
- 다카하시 토시미츠
- 스가와라 아이코
- 스모키 테츠니
- 카와이 와카바 (트롬본)
- 사와노 히로노리 (트럼펫)
- 다테 겐 (퍼커션)